# Katzenhaarling
Der Katzenhaarling (Felicola subrostratus) ist ein flügelloser Ektoparasit aus der Familie der Haarlinge, der ausschließlich Katzen befällt und sich von Hautschuppen und Wundsekreten ernährt. Ein Befall kommt vor allem bei geschwächten und verwahrlosten Tieren vor und führt zu Beunruhigung und Juckreiz. Regelmäßige Fellpflege und die Vermeidung des Kontakts sind zumeist ausreichende Vorsorgemaßnahmen. Ein Befall kann durch Insektizide problemlos bekämpft werden.

## Biologie
Der Katzenhaarling ist etwa sesamkorngroß, 1 (♂) bis 1,3 Millimeter (♀) lang, 0,5 Millimeter breit und flügellos. Der Körper ist abgeplattet und hellgelb gefärbt.
Der Kopf ist fünfeckig mit einer nach vorn zeigenden, eingekerbten Spitze und dreigliedrigen Antennen. Der Kopf besitzt an der Unterseite eine Längsrinne, die als Gleitrinne für das Haar dient. Der Katzenhaarling besitzt beißend-kauende Mundwerkzeuge und ernährt sich von Hautschuppen oder von Sekret aus Hautverletzungen. Die Mundgliedmaßen befinden sich wie bei anderen Ischnocera an der Kopfunterseite, Maxillentaster fehlen.
Die sechs Beine sind kurz und tragen kräftige Klauen, mit denen der Katzenhaarling sich an Haaren festklammern kann.
Der Katzenhaarling zeigt eine unvollständige Metamorphose, die Larven zeigen also große Ähnlichkeit mit dem erwachsenen Haarling und sind lediglich etwas kleiner. Der gesamte Entwicklungszyklus dauert drei bis fünf Wochen und findet auf dem Wirt statt. Das Weibchen klebt alle zwei bis drei Tage ein länglich-ovales, mit einem Deckel versehenes Ei an ein Haar. Aus den Eiern schlüpfen nach fünf bis acht (bis 20) Tagen die Larven. Diese vollziehen drei Häutungen und sind dann geschlechtsreif. Die adulten Haarlinge haben eine Lebenserwartung von etwa einem Monat, außerhalb des Wirtstieres sterben die Parasiten innerhalb weniger Tage ab.

## Haarlingsbefall
Ein Haarlingsbefall mit Felicola subrostratus kommt vor allem bei verwahrlosten entkräfteten Tieren in den Wintermonaten vor, bei Jungtieren kann auch ein Massenbefall auftreten. Die Ansteckung erfolgt durch direkten oder indirekten (Kämme, Katzenspielzeug, Schlafkorb) Kontakt mit Parasitenträgern. Auch eine Übertragung durch Fliegen oder Mücken, an die sich die Haarlinge klammern, wurde beobachtet. Im Gegensatz zum Katzenfloh (Ctenocephalides felis) ist der Befall mit Haarlingen eher selten, bei einer Studie an verwilderten Katzen wurde er nur bei einem Prozent der Tiere nachgewiesen.
Bevorzugter Sitz der Parasiten sind der Kopf, Hals und Rücken. Da Haarlinge sehr beweglich sind, kommt es durch das Umherkrabbeln der Parasiten zu einer Beunruhigung der Katze und durch die Reaktion auf den Speichel zu Juckreiz. Für stärkere Hautveränderungen ist vor allem der ausgelöste Juckreiz von Bedeutung, der zum Kratzen, Belecken und Benagen und damit zu einer Selbstverletzung führt. Ein sehr starker Befall kann zur Ausbildung von Ekzemen mit Krustenbildung und zu Haarausfall führen. Betroffene Hautbezirke können durch bakterielle Sekundärinfektion weiteren Veränderungen unterliegen. Es gibt aber auch symptomlose Parasitenträger.
Der Katzenhaarling ist ein möglicher Zwischenwirt für den Gurkenkernbandwurm.
Die Diagnose erfolgt entweder über den Nachweis der Eier (Nissen) an den Haaren oder der Parasiten selbst. Die Nissen werden von den Haarlingen an der Basis des Haares befestigt und sind bei frischen Infektionen auch nur hier auffindbar. Mit fortschreitender Dauer der Infektion können die Nissen -bedingt durch das Fellwachstum- jedoch auch höher am Haar als meist leere Eikapseln nachgewiesen werden. In dichtem Haarkleid können sie schnell übersehen werden, weshalb sich eine Haarprobe durch Auskämmen oder Ausrupfen mit anschließender Begutachtung unter einer starken Lichtquelle oder dem Mikroskop (s. Bild in der Taxobox) anbietet. Da die Haarlinge auch beim Putzen von der Katze gefressen werden, sind bei befallenen Tieren auch Haarlinge im Kot zu finden, da deren Chitinpanzer die Passage durch den Magen-Darm-Trakt der Katze unverdaut übersteht.

## Bekämpfung
Eine regelmäßige Fellpflege und die Vermeidung des Kontakts zu verwahrlosten Katzen sind im Allgemeinen bereits zur Vermeidung eines Befalls ausreichend. Zur Bekämpfung eignen sich alle für Katzen zugelassenen Insektizide, wie zum Beispiel Fipronil, Imidacloprid, Propoxur oder Selamectin. Mittel mit einer Kurzzeitwirkung, die gegen die Eier nur ungenügend wirksam sind, müssen nach ein bis zwei Wochen erneut angewendet werden, um nachschlüpfende Parasiten zu bekämpfen. Eine Umgebungsbehandlung ist, im Gegensatz zu Flöhen, nicht notwendig, da sich der gesamte Entwicklungszyklus auf dem Wirt abspielt.